# 圣迪迪耶德拉图尔
圣迪迪耶德拉图尔（法語：Saint-Didier-de-la-Tour，法語發音：[sɛ̃ didje də la tuʁ]，意为“拉图尔的圣迪迪耶”）是法国伊泽尔省的一个市镇，属于拉图尔迪潘区。

## 地理
圣迪迪耶德拉图尔（45°33'19"N, 5°28'59"E）面积14.63 平方千米，位于法国奥弗涅-罗讷-阿尔卑斯大区伊泽尔省，该省份为法国东南部内陆省份，北起顺时针与安省、萨瓦省、上阿尔卑斯省、德龙省、阿尔代什省、卢瓦尔省和罗讷省。
与圣迪迪耶德拉图尔接壤的市镇（或旧市镇、城区）包括：拉图尔迪潘、蒙塔尼约、勒帕萨日、圣安德烈-勒加兹、圣布朗迪娜、圣克莱尔德拉图尔。

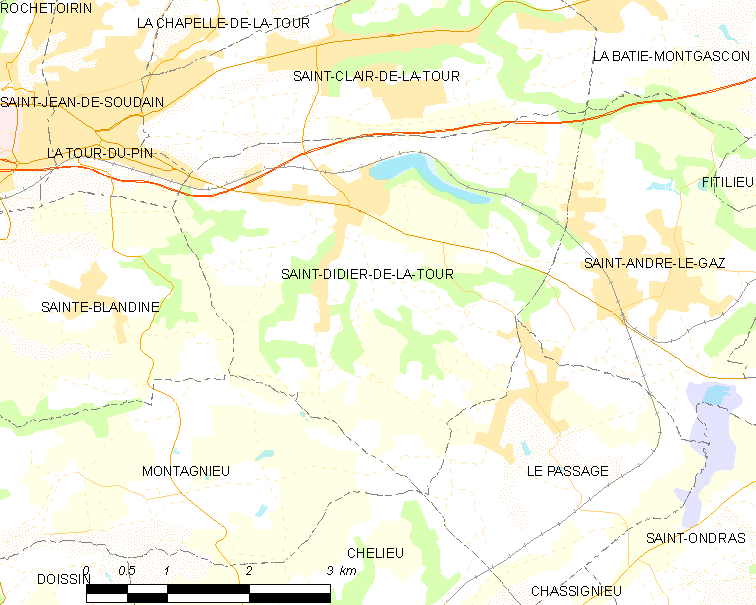
圣迪迪耶德拉图尔的OSM定位图

圣迪迪耶德拉图尔的时区为UTC+01:00、UTC+02:00（夏令时）。

## 行政
圣迪迪耶德拉图尔的邮政编码为38110，INSEE市镇编码为38381。

## 政治
圣迪迪耶德拉图尔所属的省级选区为拉图尔迪潘县。

## 人口

1962-2008年间圣迪迪耶德拉图尔人口变化图示

圣迪迪耶德拉图尔于2022年1月1日时的人口数量为2125人。